# Pawel Sergejewitsch Silin
Pawel Sergejewitsch Silin (russisch Павел Сергеевич Силин; * 24. November 1992) ist ein russischer Naturbahnrodler. Er fährt im Ein- und im Doppelsitzer und startet seit 2009 im Weltcup. Er gewann mit Iwan Rodin bei der Juniorenweltmeisterschaft 2010 die Bronzemedaille und mit Ilja Tarassow zwei Jahre später die Silbermedaille im Doppelsitzer.

## Karriere
Seinen ersten internationalen Einsatz hatte Pawel Silin bei der Juniorenweltmeisterschaft 2006 in Garmisch-Partenkirchen. Dort startete er gemeinsam mit Iwan Rodin im Doppelsitzer, kam aber nur auf den zehnten und letzten Platz. Seit 2008 ist er regelmäßig bei internationalen Wettkämpfen am Start und fährt im Doppelsitzer immer mit Iwan Rodin. Bei der Juniorenweltmeisterschaft 2008 in Latsch erzielten sie den fünften und bei der Europameisterschaft 2008 in Olang den elften Platz im Doppelsitzer. Im nächsten Jahr belegten sie bei der Weltmeisterschaft 2009 in Moos in Passeier den zehnten Platz im Doppelsitzer, wurden bei der Junioreneuropameisterschaft 2009 in Longiarü jedoch disqualifiziert. Bei dieser Junioren-EM startete Silin auch erstmals im Einsitzer und kam auf den 17. Platz. Ende Februar 2009 gab er in Nowouralsk sein Weltcupdebüt. Im Einsitzer wurde er 22. und 24. und damit im Gesamtweltcup der Saison 2008/2009 37., im Doppelsitzer erzielte er mit Iwan Rodin zwei neunte Plätze, kam im Gesamtweltcup aber nur noch auf den 13. und letzten Platz.
In der Weltcupsaison 2009/2010 trat Pawel Silin in drei Einsitzerrennen an. Die Platzierungen des Vorjahres erreichte er dabei nicht, sein bestes Ergebnis war ein 25. Platz in Nowouralsk und er wurde 46. im Gesamtweltcup. Im Doppelsitzer nahm er zusammen mit Iwan Rodin an vier Weltcuprennen teil. Sie wurden zweimal Achte und zweimal Zehnte und kamen im Gesamtklassement auf Rang neun, punktegleich mit den Italienern Florian Breitenberger und David Mair. Bei der Europameisterschaft 2010 in St. Sebastian fuhren Silin/Rodin auf Rang neun im Doppelsitzer und gemeinsam mit Ljudmila Astramowitsch und Juri Talych als Team Russland II auf Platz acht im Mannschaftswettbewerb. Im Einsitzer kam Pawel Silin auf Rang 25. Bei der zwei Wochen später ausgetragenen Juniorenweltmeisterschaft 2010 in Deutschnofen gewannen Pawel Silin und Iwan Rodin hinter den beiden österreichischen Duos Thomas Kammerlander/Christoph Regensburger und Dominik Apolloner/Dieter Apolloner die Bronzemedaille im Doppelsitzer, im Einsitzer wurde Silin 14.
Seit der Saison 2010/2011 startete Pawel Silin mit Ilja Korobow im Doppelsitzer. Sie bestritten in diesem Winter zwei Weltcuprennen, kamen aber nur einmal als 13. und Letzte ins Ziel. Im Einsitzer nahm Silin an keinen Rennen teil. Das Duo Silin/Korobow nahm auch an der Weltmeisterschaft 2011 in Umhausen teil. Dort belegten sie als Vorletzte den zehnten Platz. Bei der Junioreneuropameisterschaft 2011 in Laas kam das Duo unter sieben gewerteten Doppelsitzern auf Rang vier. Bei der Juniorenweltmeisterschaft 2012 in Latsch gewann Pawel Silin mit Ilja Tarassow die Silbermedaille im Doppelsitzer. An Weltcuprennen sowie der Europameisterschaft nahm er in der Saison 2011/2012 nicht teil.

## Erfolge
(wenn nicht anders angegeben, Doppelsitzer mit Iwan Rodin)

### Weltmeisterschaften
- Moos in Passeier 2009: 10. Doppelsitzer
- Umhausen 2011: 10. Doppelsitzer (mit Ilja Korobow)

### Europameisterschaften
- Olang 2008: 11. Doppelsitzer
- St. Sebastian 2010: 25. Einsitzer, 9. Doppelsitzer, 8. Mannschaft

### Juniorenweltmeisterschaften
- Garmisch-Partenkirchen 2006: 10. Doppelsitzer
- Latsch 2008: 5. Doppelsitzer
- Deutschnofen 2010: 14. Einsitzer, 3. Doppelsitzer
- Latsch 2012: 2. Doppelsitzer (mit Ilja Tarassow)

### Junioreneuropameisterschaften
- Longiarü 2009: 17. Einsitzer
- Laas 2011: 4. Doppelsitzer (mit Ilja Korobow)

### Weltcup
- 6 Top-10-Platzierungen im Doppelsitzer
- 3 Top-25-Platzierungen im Einsitzer